# Miconia longifolia
 (septembre 2024).
La mise en forme du texte ne suit pas les recommandations de Wikipédia : il faut le « wikifier ».
Les points d'amélioration suivants sont les cas les plus fréquents :
- Les titres sont pré-formatés par le logiciel. Ils ne sont ni en capitales, ni en gras.
- Le texte ne doit pas être écrit en capitales (les noms de famille non plus), ni en gras, ni en italique, ni en « petit »…
- Le gras n'est utilisé que pour surligner le titre de l'article dans l'introduction, une seule fois.
- L'italique est rarement utilisé : mots en langue étrangère, titres d'œuvres, noms de bateaux, etc.
- Les citations ne sont pas en italique mais en corps de texte normal. Elles sont entourées par des guillemets français : « et ».
- Les listes à puces sont à éviter, des paragraphes rédigés étant largement préférés. Les tableaux sont à réserver à la présentation de données structurées (résultats, etc.).
- Les appels de note de bas de page (petits chiffres en exposant, introduits par l'outil «  Source ») sont à placer entre la fin de phrase et le point final[comme ça].
- Les liens internes (vers d'autres articles de Wikipédia) sont à choisir avec parcimonie. Créez des liens vers des articles approfondissant le sujet. Les termes génériques sans rapport avec le sujet sont à éviter, ainsi que les répétitions de liens vers un même terme.
- Les liens externes sont à placer uniquement dans une section « Liens externes », à la fin de l'article. Ces liens sont à choisir avec parcimonie suivant les règles définies. Si un lien sert de source à l'article, son insertion dans le texte est à faire par les notes de bas de page.
- La présentation des références doit suivre les conventions bibliographiques. Il est recommandé d'utiliser les modèles {{Ouvrage}}, {{Chapitre}}, {{Article}}, {{Lien web}} et/ou {{Bibliographie}}. Le mode d'édition visuel peut mettre en forme automatiquement les références.
- Insérer une infobox (cadre d'informations à droite) n'est pas obligatoire pour parachever la mise en page.

Pour une aide détaillée, merci de consulter Aide:Wikification.
Si vous pensez que ces points ont été résolus, vous pouvez retirer ce bandeau et améliorer la mise en forme d'un autre article.
Espèce
Synonymes
Selon Tropicos (22 septembre 2024)
- Acinodendron longifolium (Aubl.) Kuntze
- Chaenopleura longifolia (Aubl.) Griseb.
- Melastoma longifolium Aubl. - Basionyme
- Miconia lambertiana DC.

Selon GBIF (22 septembre 2024)
- Acinodendron longifolium (Aubl.) Kuntze
- Chaenopleura longifolia (Aubl.) Griseb.
- Melastoma longifolium Aubl. - Basionyme
- Miconia lambertiana DC.
- Tamonea longifolia (Aubl.) Krasser

Miconia longifolia est une espèce de plantes à fleurs de la famille des Melastomataceae.
Il est connu au Suriname comme Mispel, Loto-oedoe, et en Guyane sous les noms de Kamatakamwi (Palikur) ou Mesoupou (Paramaka).

## Description
Miconia longifolia est un arbuste (ou petit arbre) haut de 1-3(-10) m. 
Les jeunes rameaux sont à 4-6 angles, les nervures primaires des feuilles sur la face inférieure, les inflorescences et l'hypanthium sont éparses et décidues stellulées-furfuracées.
Les feuilles sont généralement à 3 ou 4 cornes. Le limbes est de forme oblongues-elliptiques, à apex acuminé, à base aiguë, mesurant 8-20 × 2,5-7 cm, charnus et entiers ou obscurément ondulés, glabres sur les deux surfaces, brièvement 3-pivotés avec une réticulation lâche des veinules.
Les pétioles sont longs de  0,2-0,7(-1) cm
Le panicule est long de 7-15 cm, multiflores, ± pyramidal, les branches de l'inflorescence généralement 4 par nœud, rougeâtre.
Les fleurs sont 5-mères sur des pédicelles longs de 0,5-2 mm.
Les bractéoles minuscules sont caducs.
L'hypanthium est long de 0,8 mm.
Le calice est long de 0,1-0,2 mm et essentiellement entier, les dents externes très minuscules ne dépassant pas ou à peine.
Les pétales sont blancs, mesurant 1,5 × 0,7 mm, de forme obovale-oblongue, densément granuleux.
Les étamines sont dimorphes, glabres, avec des thèques longues de 0,7-1,2 mm, obcunées et avec un large pore, le connectif prolongé de 0,4-0,7 mm et avec un appendice basal cordulé proéminent ou à peine élargi.
Le style est glabre.
Le stigmate est non expansé.
L'ovaire est 3- ou 4-loculaire, avec l'apex minutieusement granuleux,.

En 1953, Lemée en propose la description suivante de Miconia longifolia :

« M. longifolia Dec. (Melastoma l. Aubl.). Arbre ou arbrisseau à petits rameaux 4-gônes, tôt glabres ; feuilles de 0,08-0,l8 sur 0,02-0,06, souvent verticillées par 3, à pétiole grêle, oblongues-lancéolées ou obovales à acumen court et base en coin, entières glabres ou presque, 3-nervées ; panicules étalées furfuracées à ramifications souvent par 4 ou 6, fleurs sessiles ou presque, 5-mères, calice glabre ou presque, de 2-3 mm., campanulé, à segments très petits, pétales d'un peu plus de 1 mm., étamines dimorphes, connectif des épisépales prolongé sous les loges en lobe dorsal triangulaire et à bords entourant le filet, celui des épipétales dilaté à la base en large lobe dorsal tronqué, style de 3-4 mm., stigmate ponctiforme ; baie globuleuse à diamètre de 3-4 mm. - Guy. franç. (Sagot). »

— Albert Lemée, 1953.

## Répartition
Miconia longifolia est présent du sud du Mexique au Brésil, en passant par l'Amérique centrale, la Colombie, le Venezuela, le Guyana, le Suriname, la Guyane, l'Équateur, le Pérou, et la Bolivie.

## Écologie
Miconia longifolia pousse au Venezuela dans les forêts riveraines, les forêts montagnardes inférieures, près du niveau de la mer, jusqu'à 1 000 m d'altitude, et dans les lisières des forêts pluviales de basse altitude et des rivières.

## Protologue
En 1775, le botaniste Aublet a décrit Miconia longifolia et en a proposé le protologue suivant : 

« 18. MELASTOMA (longifolia) foliis lanceolatis, glabris, trinerviis, ad ſumitatem caulis quaternis ; floribus parvis, albis, paniculatis; fructu parvo, cærulco. (PLANCHE 170.)
Frutex caules plures, rectos, tetragonos, ramoſos, glabros, octopedales, è radice emittens. Folia inferiora, oppoſita, ſuperiora quaterna, verticillata, lanceolata, glabra, integerrima, trinervia, petiolata. Flores exigui, paniculati, terminales. Corolla alba. Stamina decem. Pericarpium : bacca exigua, globoſa, ſubcærulea, calici adnata, ipſtus denticulis coronata, quinque-locularis.
Florebat Aprili.
Habitat ad ripam amnis Galibienſis.

LE MéLASTOME à longue feuille. (PLANCHE 170.)
Cet arbrisseau pouſſe de ſa racine pluſieurs tiges rameuſes, hautes de ſept à huit pieds ; elles ſont garnies de feuilles, ainſi que les rameaux qui ſont à quatre angles obtus. 
Les feuilles, qui garniſſent le bas des tiges & des rameaux, ſont oppoſées, mais en approchant l'extrémité de ces mêmes tiges & rameaux, elles, ſont placées quatre à quatre à chaque nœud-, & difpoſées en forme de croix ; elles ſont vertes, liſſes, ovales, terminées par une longue pomée, marquées en deſſous de trois nervures ſaillantes, entre leſquelles il s'en trouvé d'autres tranſverſales ; leur longueur eſt d'environ ſix pouces, ſur deux & demi de largeur* leur pédicule eſt long d'un demi-pouce, creuſé en gouttiere à ſa face ſupérieure, & convexe en deſſous ; à l'extrémité des branches & des rameaux naiſſent de larges panicules de fleurs; les fleurs ſont très petites. 
Leur calice eſt en forme de coupe dont le limbe eſt à cinq dentelures. 
Les pétales ſont cinq, de couleur blanche, attachés entre les divisions du calice par un onglet. 
Les étamines ſont au nombre de dix, rangées ſur un diſque  au deſſous de l'inſertion des pétales ; leur filet eſt fort court ; l'anthère eſt articulée ſur le filet par ſa partie inférieure qui eſt fourchue, elle eſt à deux bourſes dont chacune s'ouvre en deux valves. 
Le piſtil eſt un ovaire arrondi, ſurmonté d'un style, terminé par Un STIGMATE obtus. 
L'ovaire, conjointement avec le calice, devient une petite baie bleuâtre, peu ſucculente, partagée en cinq loges par des cloiſons membraneuſes, & remplies de semences menues. 
Les Garipons donnent pareillement le nom de TINCTA a cet arbriſſeau qu'ils emploient pour teindre en noir les toiles qu'lis fabriquent. 
J'ai trouvé cet arbriſſeau ſur le bord de la crique des Galibis. 
Il étoit en Fleur & en fruit dans le mois d'Avril. »

— Fusée-Aublet, 1775.